# Хана (футбольный клуб)
Хана (англ. Hana Football Club) — футбольный клуб с Соломоновых Островов. Выступает в Телеком С-Лиге.

## Достижения
- Чемпионат Соломоновых островов по футболу
  -  Бронза (1) — 2014/15

## Состав
По состоянию на август 2014
Примечание: Флаги указываются, так как игрок может иметь более одного гражданства по правилам ФИФА.
| №  |                    | Позиция | Игрок           |
| -- | ------------------ | ------- | --------------- |
| 1  | Соломоновы Острова | Вр      | Питер Кирио     |
| 2  | Соломоновы Острова | Защ     | Пол Ваиси       |
| 3  | Соломоновы Острова | Защ     | Иан Сида        |
| 4  | Соломоновы Острова | ПЗ      | Дальтон Маесиа  |
| 5  | Соломоновы Острова | Защ     | Арнольд Кени    |
| 6  | Соломоновы Острова | Защ     | Фрэнсис Оломане |
| 7  | Соломоновы Острова | ПЗ      | Джоаким Ранде   |
| 8  | Соломоновы Острова | ПЗ      | Макс Руку       |
| 9  | Соломоновы Острова | Нап     | Фрэнк Фоли      |
| 10 | Соломоновы Острова | Нап     | Абдураман Каба  |
| 11 | Соломоновы Острова | Нап     | Сума Яя         |
| 12 | Соломоновы Острова | Вр      | Тимоти Маерасиа |
| 13 | Соломоновы Острова | Защ     | Гарет Хаикау    |

| №  |                    | Позиция | Игрок                   |
| -- | ------------------ | ------- | ----------------------- |
| 14 | Соломоновы Острова | ПЗ      | Дарвин Маеируа          |
| 15 | Соломоновы Острова | ПЗ      | Лесли Рамо              |
| 16 | Соломоновы Острова | ПЗ      | Кристофер Ухиаро        |
| 17 | Соломоновы Острова | Защ     | Агустин Танеко          |
| 18 | Япония             | ПЗ      | Такахиро Ока            |
| 19 | Соломоновы Острова | Нап     | Бони Прайд              |
| 20 | Соломоновы Острова | Нап     | Силас Торихахиа Джуниор |
| 21 | Соломоновы Острова | Защ     | Филип Тунапе Ваива      |
| 22 | Соломоновы Острова | Защ     | Джеффери Васи           |
| 23 | Соломоновы Острова | Вр      | Джеймс До'оро           |
| 24 | Соломоновы Острова | ПЗ      | Сэм Мара                |
| 25 | Соломоновы Острова | ПЗ      | Стэнли Пуиарана         |